# Valeur algébrique
La valeur algébrique d'un vecteur {\displaystyle {\vec {v}}}, porté par (ou parallèle à) un axe Δ (une droite orientée) de vecteur unitaire {\displaystyle {\vec {u}}}, est le nombre réel v (ou {\displaystyle {\bar {v}}}) tel que :
{\displaystyle {\vec {v}}=v\;{\vec {u}}}.
On peut le calculer à l'aide du produit scalaire :
{\displaystyle v={\vec {u}}\cdot {\vec {v}}}.
On dit parfois d'une grandeur physique de nature scalaire qu'on la prend en valeur algébrique, ou qu'elle est plus grande qu'une autre en valeur algébrique, pour préciser que sa valeur peut être positive, nulle ou négative et qu'il ne s'agit pas de sa valeur absolue (toujours positive ou nulle).